# 小行星73079
小行星73079（73079 Davidbaltimore）是一颗绕太阳运转的小行星，为主小行星带小行星。该小行星于2002年4月14日发现。
該小行星以美國生物學家、1975年諾貝爾生理學或醫學獎得主戴維·巴爾的摩命名。

## 轨道参数
小行星73079的轨道半长轴为2.3275630 UA，离心率为0.184。